# Sehedînți, Horodîșce
Sehedînți (în ucraineană Сегединці) este un sat în comuna Petrîkî din raionul Horodîșce, regiunea Cerkasî, Ucraina.

## Demografie
Componența lingvistică a localității Sehedînți
     Ucraineană (98,77%)
     Rusă (1,23%)
Conform recensământului din 2001, majoritatea populației localității Sehedînți era vorbitoare de ucraineană (98,77%), existând în minoritate și vorbitori de rusă (1,23%).